# Lloyd Dyer
Lloyd Dyer, född 13 september 1982 i Aston, är en engelsk före detta fotbollsspelare. Han spelade främst som yttermittfältare.
Dyer började sin karriär i West Bromwich och skrev på för a-laget år 2000. Men Dyer spelade bara 21 matcher på sex år (!) för West Bromwich. Han var dock utlånad tre gånger; till Kidderminster Harriers, Coventry City och Queens Park Rangers. år 2006 värvades Dyer av Millwall, men i London klubben så blev det bara sex matcher. År 2006 värvades Dyer av MK Dons där han lyckades betydligt bättre, 86 matcher och 16 mål.
Tack vare hans prestationer i MK Dons så värvades han gratis till Leicester City år 2008. Med bland annat Dyer i laget så vann Leicester League One. I början av den följande säsongen satt Dyer mest på bänken men Dyer fick chansen, Nigel Pearson spelade Dyer som vänsterytter i en 4-4-3 formation. Tillsammans med lagkamraterna Paul Gallagher och Martyn Waghorn så hade Leicester ett väl fungerande anfall.

## Meriter
Milton Keynes Dons
- League Two mästare: 2008
- Johnstone's Paint Trophy: 2008

Leicester City
- League One mästare: 2009
- Football League Championship mästare: 2014